# ماتورین وایسیه لا کروز
ماتورینوس وایسیه لا کروز (به فرانسوی: Maturinus Veyssière La Croze) (۴ دسامبر ۱۶۶۱، نانت - ۲۱ مه ۱۷۳۹) در سال‌های اولیه زندگی خود یک مورخ بندیکتی و خاورشناس فرانسوی بود. بعدها، به عنوان یک پروتستان، کتابدار سلطنتی و استاد ارمنی‌شناس دانشگاه برلین شد.
او اولین تحصیلات خود را نزد پدرش که صاحب یک کتابخانه خصوصی بود، دریافت کرد. در سال ۱۶۷۷ خانواده او دچار مشکلات مالی شدند و او در سَن فلوران دو سامور کارآموز شد. او الهیات را در لمان تحصیل کرد و تا سال ۱۶۸۲ یک بندیکتین در صومعه سن ژرمن دو پر در پاریس بود. در سال ۱۶۹۶ با پیشوای خود دچار اختلاف شد و به بازل گریخت و در آنجا از استادان اصلاح طلب سوئیسی پیتر ورنفلز و جی. باکستورف حمایت شد و به کلیسای اصلاح شده گروید. یک سال بعد، او کتابدار سلطنتی پروس در برلین شد. او همچنین معلم تعدادی از اعضای خانواده سلطنتی بود. از سال ۱۷۲۵ او همچنین استاد فلسفه در کالج فرانسوی در برلین بود. او بسیاری از آثار منتشر نشده و یک کتابخانه خصوصی قابل توجه از خود به جای گذاشت. او علاوه بر فرانسه به زبان‌های لاتین، آلمانی، ارمنی و برخی از زبان‌های سامی و اسلاوی صحبت می‌کرد. از جمله آثار منتشرنشده او، چهار فرهنگ لغت به زبان‌های قبطی، ارمنی، اسلاوی و سُریانی بود.
آثار او عبارتند از دفاع از نویسندگان اولیه علیه جی هاردونیوس (۱۷۰۸)، تاریخ مسیحیت در هند (۱۷۲۴)، تاریخ مسیحیت در اتیوپی و ارمنستان (۱۷۳۹)، و فرهنگ لغت قبطی - لاتین.

## کتابشناسی - فهرست کتب
- دفاع از نویسندگان باستان، علیه جی. هاردوئینوم اس.جی.پی. روتردام، ۱۷۰۸ (لاتین)
- نسخه خطی فرهنگ لغت قبطی - لاتین لا کروز، مورخ ۱۷۲۱، نگهداری شده در لیدن.
- فرهنگ واژگان مصری-لاتین که با دقت فراوان از سوابق باستانی آن زبان جمع‌آوری و شرح داده شده‌است. که او آن را خلاصه کرد، به طوری که هیچ‌یک از معانی کلمات مصری، حذف نشد، کریستین شولتز، آکسفورد، چاپ کلرندون، ۱۷۷۵. نسخه خطی فرهنگ لغت لاکروز توسط کریستین شولتز (یا شولز) ارتقا و بهبود یافت و توسط کارل گوتفرید وود (قبطی و لاتین) به صورت چاپی ویرایش شد.
- تاریخ مسیحیت در هند، ۱۷۲۴
- تاریخ مسیحیت در اتیوپی و ارمنستان، ۱۷۳۹
- شعر «عیسی پسر» از نرسس چهارم بخشنده را از ارمنی ترجمه کرده‌است
- دستور زبان تاریخی، ترجمه شده به انگلیسی و تکمیل شده توسط کالب بینگهام

## یادداشت
1. ↑  "CRDA - II - Arménologie aux Pays-Bas". Archived from the original on 2007-10-21. Retrieved 2007-09-21.
2. ↑  A list of Coptic manuscript materials in the Papyrological Institute Leiden and in the Library of the University of Leiden بایگانی‌شده  در ۲۰۰۷-۱۲-۰۸ توسط Wayback Machine

- شرومپف آ. مطالعه‌ی‌ک زبان زبانی و απο αποност صدا. Zarbhanalian, Venice, 1895 (به ارمنی)
- عربی عربی، ج. ۲، ایروان، ۱۹۹۵، ص. 399 (به ارمنی)